# Astacus astacus
Astacus astacus és una espècie de crustaci decàpode d'aigua dolça de la família Astacidae. Habita els rius d'Europa, tot i que hi ha països on ha sigut introduït, com ara el Regne Unit, Luxemburg, Ucraïna, Xipre, Liechtenstein i possiblement Itàlia i Montenegro. A fora d'Europa se l'ha introduït al Marroc.
El color de la seva part dorsal varia entre el marró oliva i el marró fosc, mentre que cara ventral és més clara, de color rogenc-ataronjat. Els exemplars adults poden superar els 10 cm de longitud.
Aquesta espècie està amenaçada per l'afanomicosi, el dragatge de cursos d'aigua i la pluja àcida.